# 啓定
啓定（けいてい、カイディン・Khải Ðịnh）は、ベトナム阮朝の啓定帝の治世で使用された元号。1916年 - 1925年

## 改元
- 維新14年4月2日（1916年5月3日）、維新帝が皇宮を脱出しフランス支配へ抵抗したため、フランス植民地政府は新帝を擁立することを決定した。旧暦4月17日（5月18日）、啓定帝が太和殿（ベトナム語版）で即位し、啓定に改元された。

## 出来事
1917年から1919年（啓定2-4年）までインドシナ総督を務めたアルベール・サローの協同主義政策のもとでベトナム人知識人層が育まれ、植民地政府での現地人官僚の採用や科挙廃止（1919年）、フランス語およびクオック・グー教育の推進といった教育改革などが行われた。このようにして形成された新生知識人層による政党設立が行われ、代表的なものとして1923年結党の立憲党が存在する。しかしながら後任の総督たちは一転して弾圧策に転じ、教育や思想に対する厳しい制限・検閲が実施されることとなった。弾圧への幻滅・反感から前述の立憲党のような親仏派の政党は衰退していき、代わりに1925年（啓定14年）にホー・チ・ミンが広東で結成したベトナム青年革命同志会などの反仏派の活動が盛んとなり、1924年（啓定13年）には当時のインドシナ総督マルシャル・メルラン暗殺未遂が起きている。このような反仏運動に対し植民地当局はファン・ボイ・チャウ逮捕（1925年）など厳しい弾圧を加えるが、反仏運動は次の保大に至るまで続いた。

## 西暦との対照表
| 啓定 | 元年   | 2年    | 3年    | 4年    | 5年    | 6年    | 7年    | 8年    | 9年    | 10年   |
| 西暦 | 1916年 | 1917年 | 1918年 | 1919年 | 1920年 | 1921年 | 1922年 | 1923年 | 1924年 | 1925年 |
| 干支 | 丙辰   | 丁巳   | 戊午   | 己未   | 庚申   | 辛酉   | 壬戌   | 癸亥   | 甲子   | 乙丑   |
| 皇紀 | 2576年 | 2577年 | 2578年 | 2579年 | 2580年 | 2581年 | 2582年 | 2583年 | 2584年 | 2585年 |
| 大正 | 5年    | 6年    | 7年    | 8年    | 9年    | 10年   | 11年   | 12年   | 13年   | 14年   |